# Grünau (Berlino)

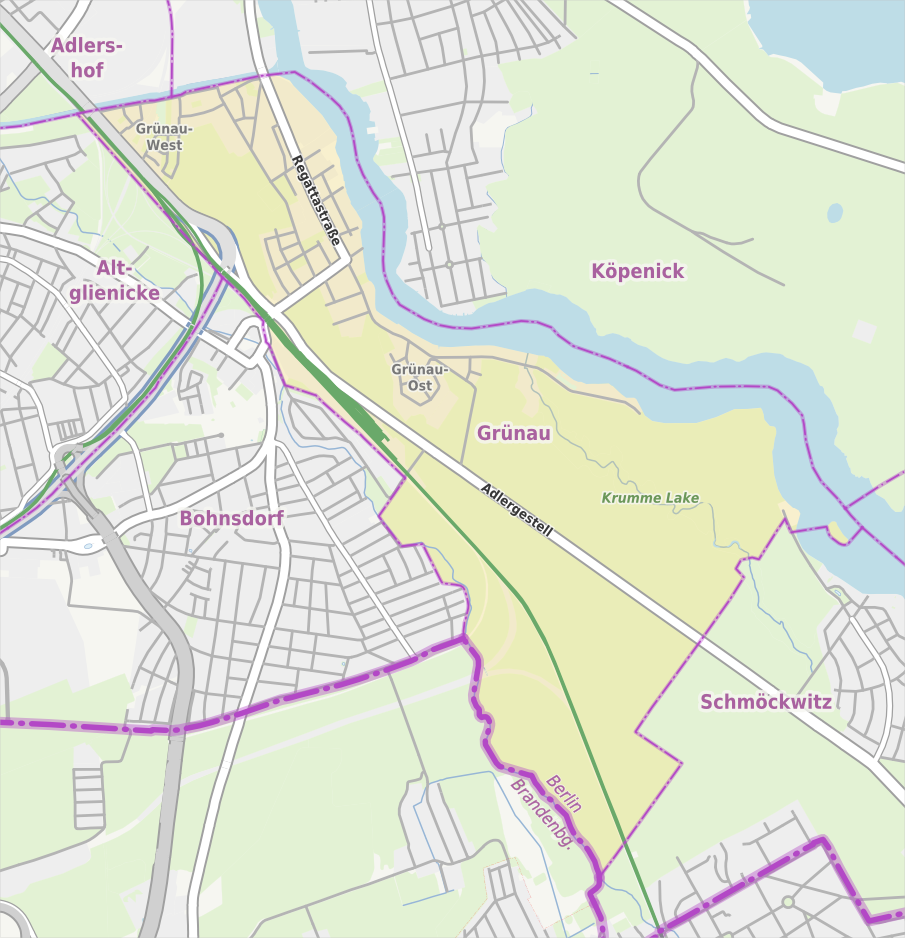
Mappa del quartiere

Grünau è un quartiere di Berlino, appartenente al distretto di Treptow-Köpenick.

## Storia
Già comune autonomo, venne annessa nel 1920 alla "Grande Berlino", venendo assegnata al distretto di Cöpenick. Il paese ha dato i natali a Karl Dönitz, Grande ammiraglio della flotta sottomarina Nazista e successore di Adolf Hitler nel cosiddetto Governo di Flensburg.